# Jolanta Królikowska
Jolanta Hanna Królikowska (Varsavia, 21 maggio 1960) è un'ex schermitrice polacca, vincitrice di una medaglia d'argento ai campionati mondiali di scherma.
È la sorella di Sylwester Królikowski.